# Incilius gemmifer
Incilius gemmifer är en groddjursart som först beskrevs av Taylor 1940.  Incilius gemmifer ingår i släktet Incilius och familjen paddor. IUCN kategoriserar arten globalt som starkt hotad. Inga underarter finns listade i Catalogue of Life.